# Comité de coordination des partis et organisations maoïstes d'Asie du Sud
 (mai 2015).
 (mai 2015).
Si vous disposez d'ouvrages ou d'articles de référence ou si vous connaissez des sites web de qualité traitant du thème abordé ici, merci de compléter l'article en donnant les références utiles à sa vérifiabilité et en les liant à la section « Notes et références ».
Le Comité de coordination des partis et organisations maoïstes d'Asie du Sud est une organisation parapluie issue de divers partis et mouvements maoïstes qui ont pour objectif de coordonner leurs activités dans toute l'Asie du Sud (et ailleurs si nécessaire).

## Partis fondateurs
Le comité a été fondé en 2001 par les partis suivants:

### Bangladesh
- Purba Bangala Sarbahara Party (Central Committee)
- Purba Bangla Sarbahara Party (Maobadi Punargathan Kendra)
- Bangladesher Samyabadi Dal (Marksbadi-Leninbadi)
- Purba Banglar Communist Party - Marksbadi-Leninbadi (Lal Patakar)
- Purba Banglar Sarbahara Party (Maoist Bolshevik Reorganization Movement) (statut d'observateur)

### Bhoutan
- Bhutan Communist Party (Marxist–Leninist–Maoist) (statut d'observateur)

### Inde
- Communist Party of India (Marxist–Leninist) Naxalbari
- Centre communiste maoïste
- Revolutionary Communist Centre of India (Marxist–Leninist–Maoist)
- Revolutionary Communist Centre of India (Maoist)
- Parti communiste d'Inde (marxiste-léniniste) Guerre populaire

### Népal
- Parti communiste unifié du Népal (maoïste)

### Sri Lanka
- Ceylon Communist Party (Maoist)